# پودویس (استان بورگاس)
پودویس (به بلغاری: Podvis) یک منطقهٔ مسکونی در بلغارستان است که در استان بورگاس واقع شده‌است.